# تشوي يورك يي
تشوي يورك يي (بالصينية: 蔡育瑜) هو لاعب كرة قدم ومدرب كرة قدم صيني في مركز الدفاع، ولد في 11 مايو 1953. لعب مع Happy Valley AA ‏.